# Irmgard Bensusan
Pour les articles homonymes, voir Bensusan.
Irmgard Bensusan, née le 24 janvier 1991 à Pretoria (Afrique du Sud), est une athlète handisport allemande d'origine sud-africaine concourant en T44 pour les athlètes ayant subi une amputation au niveau des membres inférieurs courant avec une prothèse. Elle détient trois titres mondiaux (2017, 2019).

## Biographie
Inspirante hurdleuse sud-africaine, elle est victime d'un accident juste avant les championnats d'Afrique du Sud juniors 2009 qui la laisse avec la jambe droite partiellement paralysée. Alors qu'elle était en pleine séance d'entraînement, un autre athlète lui coupe la route et elle tape de plein fouet dans une haie. Elle est emmenée d'urgence à l'hôpital où on découvre que les nerfs de son genou droit ont été endommagé mais malgré la rééducation, le nerf reste endommagé. Son handicap n'étant pas visible, elle ne réussit pas à se faire reconnaitre comme athlète handisport en Afrique du Sud et décide de rejoindre l'Allemagne où sa mère est née. Elle rejoint alors le TSV Bayer 04 Leverkusen à Cologne où elle reçoit sa classification paralympique. Bensusan commence à concourir pour l'Allemagne en 2014.

### Distinction
- 2016 : Silbernes Lorbeerblatt[4]

## Palmarès

### Jeux paralympiques
- Jeux paralympiques d'été de 2016 à Rio de Janeiro :
  -  100 m T44
  -  200 m T44
  -  400 m T44
- Jeux paralympiques d'été de 2020 à Tokyo :
  -  100 m T64
  -  200 m T64

### Championnats du monde
- Championnats du monde 2015 à Doha :
  -  200 m T44
- Championnats du monde 2017 à Londres :
  -  400 m T44
  -  200 m T44
- Championnats du monde 2019 à Dubaï :
  -  100 m T44
  -  200 m T44